# كايل ماك
كايل ماك (بالإنجليزية: Kyle Mack)‏ هو متزلج على الثلوج أمريكي، ولد في 6 يوليو 1997 في رويال أوك في الولايات المتحدة.

## وصلات خارجية
- كايل ماك على موقع الاتحاد الدولي للتزلج (ركوب لوح الثلج) (الإنجليزية)
- كايل ماك على موقع أوليمبيديا (الإنجليزية)
- كايل ماك على موقع اللجنة الأولمبية والبارالمبية الأمريكية (الإنجليزية)
- كايل ماك على موقع ألعاب إكس (مؤرشف) (الإنجليزية)